# Сьо Теі
Сьо Теі (яп. 尚貞; 22 січня 1645 — 18 серпня 1709) — 17-й ван Рюкю в 1668—1709 роках.

## Життєпис
Походив з Другої династії Сьо. Старший син вана Сьо Сіцу. Народився 1645 року, здобувши конфуціанську освіту. 1649 року номільано очолив посольство до цінського імператора Фуліня, який затвердив його батька як вана Рюкю.
1668 року посів трон. Втім фактична влада перебувала в родича з молодшої гілки данстії — Сьо Сьокена на посаду сессея (першого міністра). В Японії відомий був під ім'я Ханедзі Тьосю. Той провів низку реформ, до 1673 року видавши збірку законів «Хузан Сейкан» («Дзеркало Хузан»). відому в Японії як «Ханедзі Сіокі» («Покарання Ханедзі»).
Сьо Сьокен провів адміністративну реформу, створивши центральний уряд (хьодзьосьо), що поділив на сансікан (вищі міністри), сессей (перший міністр), монобугьо (міністерство фінансів, розділено на 4 відомства) і мосігуті (міністерство внутрішніх і закордонних справ, розділено на 3 відомства). Два останні міністерства становили сімун-адза (нижні місця) з 15 осіб. Вищі місця (уіна-удза) очолював сессей Всі важливі питання вирішувалися в Хёдзёсё, потім виносилися рекомендації королю для остаточного рішення. [37,192] Глави і заступники глав відділів Монобугё і Мосігуті були членами Хёдзёсё, вони брали пряму участь в правлінні країною. До усіх чиновників було виписано низку необхідних знань для отримання посади.
За цим реформувано систему жрецтва, знижено вплив кікое оґімі (верховної жриці), внаслідок чого жрець-чоловік став головним.
1670 року сессей Сьо Сьоген видав збірку генеалогічних таблиць «Кафу», де поділялися генеалогії станів військовиків і простолюду. також перший міністр першим оголосив нітірюдюсорон (теорію спільного походження рюкюсців і японців). З цього часу поступово входить у традицію серед рюкюсців мати японські імена або їх аналог разом з рюкюськими.
Було монополізовано виробництво цукру і укону (ліків з куркуми), які продавалися в Японії. Крім того, покладено край вільному використання землі старостами сіл і керуючими магірів, встановлено чітку систему оподаткування, ліквідувано панщину (фуяку).
1685 року неофіційна торгівлю рюкюських купців з Китаєм отримала узаконення. Наступного року сьогуном Токуґавою Цунайосі надано дозвіл на продаж товарів в розмірі 2 тис. рьо за один раз на ринках, окрім Нагасакі. Завдяки цьому починається відроджуватися торгівля Рюкю.
1697 року впроваджено законодавство «Сьомагірі-хосікітьо», відповідно до якої широко впроваджувалося практика сіаке (засвоєння цілинних земель), завдяки чому площі сільськогосподарського користування було збільшено.
Помер Сьо Теі 1709 року. Йому спадкував онук Сьо Екі.